# Chishū Ryū
Chishū Ryū (jap. 笠智衆  Ryū Chishū; ur. 13 maja 1904 w Kumamoto, zm. 16 marca 1993 w Jokohamie) – japoński aktor, wieloletni współpracownik Yasujirō Ozu.
Był drugim synem buddyjskiego kapłana. Na pierwsze przesłuchanie filmowe udał się w czasie studiów w 1925 roku. Było to przesłuchanie dla wytwórni Shōchiku. Ryū udał się na nie dla żartu, jednak, ku swojemu zdziwieniu, został wybrany. Początkowo grał niewielkie role. W 1928 r. zagrał po raz pierwszy w filmie Ozu – Marzenia młodości, a w 1930 r. jego nazwisko po raz pierwszy pojawiło się w napisach filmowych i na plakacie (film Co z tego, że oblałem).
W filmach Ozu grał aż do ostatniego filmu reżysera – Jesienne popołudnie (1962). Później grywał także w innych produkcjach, m.in. w serii Trudno być mężczyzną w reżyserii Yōji Yamady. W 1985 r. wystąpił w dokumentalnym filmie Wima Wendersa Tokyo-Ga, w którym opowiadał o swojej współpracy z Ozu.

## Wybrana filmografia
- Marzenia młodości (1928)
- Co z tego, że się urodziłem (1932)
- Kura na wietrze (1948)
- Smak ryżu z zieloną herbatą (1952)
- Tokijska opowieść (1953)
- Jesienne popołudnie (1962)
- Trudno być mężczyzną